# Eduardo Charme
Eduardo Charme Fernández (Talca 8 oktober 1854 - Santiago 10 oktober 1920) was een Chileens arts, landbouwer en parlementariër.
Hij bezocht het lyceum van San Fernando en het Instituto Nacional in Santiago. Vervolgens studeerde hij medicijnen aan de Universiteit van Chili. Op 18 augustus 1877 promoveerde hij als doctor in de geneeskunde. Hij was daarna werkzaam als arts bij een salpeteronderneming. Later legde hij zich volledig toe op de landbouw. 
Hij engageerde zich voor de Partido Liberal Doctrinario (Doctrinair Liberale Partij) en was lid van de Senaat (1903-1921; voorzitter 1915-1918). Onder de presidenten Germán Riesco en Pedro Montt was hij minister van Industrie en Openbare Werken (1906-1911). Van 22 januari tot 15 juni 1909 was hij minister van Binnenlandse Zaken. Van 6 september tot 15 september 1914 bekleedde hij deze ministerspost onder president Ramón Barros Luco.
Charme bezat een zwakke gezondheid en overleed aan de gevolgen van een hartaanval.
Zijn vader, Philippe Auguste Charme de L'Isle, was afkomstig uit Frankrijk.